# Diane Dassigny
Diane Dassigny, est une actrice, chanteuse et musicienne française.
Elle est notamment connue pour son rôle dans la série télévisée Profilage depuis 2016 et prête sa voix à de nombreuses séries et dessins animés. Depuis janvier 2024, elle incarne Jennifer dans Plus belle la vie, encore plus belle.

## Biographie
Dès l'âge de 6 ans, Diane Dassigny étudie le piano, le violon, la danse classique, le modern-jazz, les claquettes et le chant choral au Conservatoire. Elle entre ensuite à l’École des enfants du spectacle. Elle décroche en 1994 son premier rôle dans La Colline aux mille enfants aux côtés de Guillaume Canet et Benoît Magimel, téléfilm qui obtient de nombreuses récompenses dont plusieurs Emmy Awards.
À 16 ans, bac en poche, Diane Dassigny entre à l’école d’art dramatique Périmony. Jean-Claude Brialy la remarque et lui offre l’occasion de monter sur les planches pour la première fois dans On ne badine pas avec l'amour. Elle retient également l’attention du réalisateur Emmanuel Finkiel, pour qui elle interprète un rôle dramatique lors des Talents Cannes. C’est pour elle le début d’une longue série de tournages pour le cinéma et la télévision : elle joue notamment dans Le Divin enfant de Stéphane Clavier aux côtés de Lambert Wilson, La Bête de miséricorde de Jean-Pierre Mocky avec Jackie Berroyer et Passage du bac d’Olivier Langlois avec Charles Aznavour et Annie Cordy. Elle travaille aussi sous la direction de Joyce Bunuel, Raoul Ruiz, Jean-Louis Bertuccelli, Nicolas Cuche, Élisabeth Rappeneau et obtient un rôle récurrent dans la série Julie Lescaut.
En 2010, elle est à l’affiche de L'amour c'est mieux à deux de Dominique Farrugia et Arnaud Lemort, aux côtés de Clovis Cornillac et Manu Payet, ainsi que d'État de manque de Claude d'Anna avec Bruno Salomone. Elle se produit parallèlement au théâtre dans Orgasme adulte échappé du zoo  de Dario Fo (Petit Hébertot, Petit Gymnase), ainsi que dans les comédies musicales La Petite Sirène (théâtre de Paris), Simone, gosse de Pigalle et Les Sacrées Noces de Betty M. (Vingtième Théâtre).
C’est au fil de ses expériences de comédienne qu'elle se rapproche progressivement du monde de la musique. Tout commence lorsqu’elle obtient le rôle de Lili dans Les Aventures de Simon et Gunther..., une comédie musicale tirée du deuxième album de Daniel Balavoine. Le spectacle ne verra jamais le jour mais de nouvelles perspectives s’ouvrent à elle.

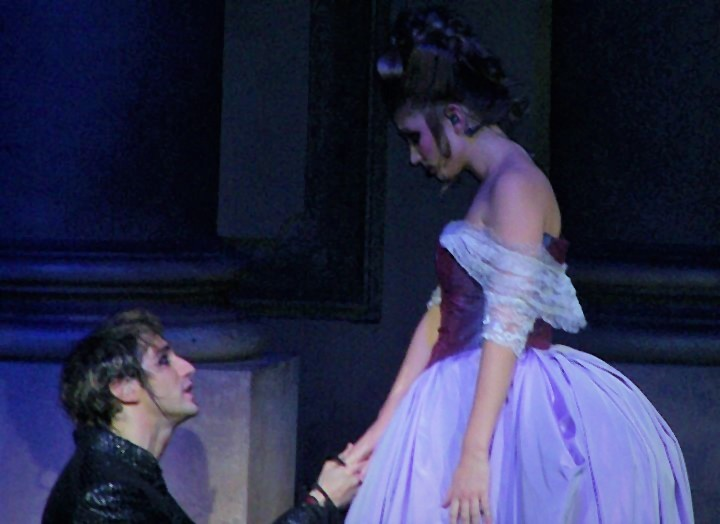
Diane et Mikelangelo Loconte dans Mozart, l'Opéra Rock.

De 2009 à 2011, elle joue dans Mozart, l'opéra rock d'Albert Cohen et Dove Attia, mis en scène par Olivier Dahan (palais des Sports, tournée et cinéma 3D), d'abord comme doublure et petit rôle (une des sœurs Weber) avant de remplacer Claire Pérot dans le rôle de Constance Weber au départ de celle-ci. À partir de septembre 2014, elle participe à la tournée prévue initialement pour le printemps 2014 mais reportée à la suite des évènements en Ukraine,, en France, en Suisse et en Belgique, accompagné par un orchestre symphonique originaire de Kiev.
Après deux premiers singles en 2012, J’suis pas comme ça et Ma vie est belle, elle sort un nouveau titre Si les heures s'enfuient en 2016.
En 2016, Diane Dassigny a rejoint la brigade de la série Profilage dans le rôle de Jess.
Après des représentations à l'Alhambra et une tournée, Diane reprend le rôle de Pépette dans Le Petit Monde de Renaud au théâtre du Palais-Royal.
Depuis janvier 2024, elle incarne Jennifer dans Plus belle la vie, encore plus belle.

## Théâtre
- La Taverne de Platon, mise en scène Jean-Pierre Dumas
- Orgasme adulte échappé du zoo de Dario Fo, mise en scène Franck Victor
- House Calls, mise en scène Shelly de Vito
- Projet 30
- Un homme ordinaire et quatre femmes particulières, mise en scène Laëtitia Leterrier
- Lysistrata, mise en scène- Natacha Gerritsen
- On ne badine pas avec l’amour de Marivaux, mise en scène Jean-Claude Brialy.
- Mission Florimont de Sébastien Azzopardi, mise en scène de l'auteur[12]
- Le Petit Monde de Renaud
- Les Aventures de Simon et Gunther..., comédie musicale de Daniel Balavoine
- Les Sacrées Noces de Betty M., comédie musicale, mise en scène Baptiste Kubich
- La Petite Sirène, comédie musicale, mise en scène Sébastien Savin
- Simone, gosse de Pigalle, comédie musicale, , mise en scène Shelly de Vito
- Mozart, l'opéra rock (2009-2011), comédie musicale  de Dove Attia et Albert Cohen

## Filmographie

### Cinéma

#### Longs métrages
- 1999 :  Le Temps retrouvé : La pianiste
- 2000 :  Le Glandeur
- 2001 :  Ceci est mon corps : Ida
- 2001 :  La Bête de miséricorde : Caroline Fortin
- 2006 :  God in My Pocket : Diane
- 2008 :   48 heures par jour : Marie-Ange
- 2010 :  L'amour, c'est mieux à deux : Stella
- 2011 :  Let My People Go! : La secrétaire
- 2013 :  L'Assiette de mon voisin : Louise
- 2014 :  Macadam Baby : la copine de Jeremy
- 2022 : Mon héroïne : l'institutrice

#### Courts métrages
- 1999 : Samedi :
- 2002 : Narcisse : Julie
- 2004 : Organik : Sonia
- 2005 : Bhaï bhaï : Victoire
- 2006 : Les Petits Sablés :
- 2007 : C'est l'aventure : Alice
- 2008 : Illusions : Satie
- 2010 : The Greenboy and the Dirty Girl : The Blond
- 2010 : Freaky Saturday Night Fever : Fille passant par Paris
- 2012 : Asphalte : Cassandre
- 2012 : Graffeuse : Isabelle
- 2012 : Une semaine
- 2012 : Ma vie est belle
- 2012 : Irresistible
- 2013 : Snipers : Myrtille, la petite sœur
- 2015 : Le Tourbillon

### Télévision

#### Téléfilms
- 1994 : La Colline aux mille enfants : Sophie
- 1995 : Terrain glissant : Sarah
- 1997 : Nini : Janique
- 1998 : La Femme d'un seul homme de Robin Renucci : Vanessa
- 2000 : Chacun chez soi : Gaëlle
- 2001 : Le Divin Enfant : Marie
- 2002 : Passage du bac : Julie
- 2003 : Comment devient-on capitaliste ? : Valérie
- 2004 : Procès de famille : Camille
- 2004 : La Ronde des Flandres : Valérie
- 2005 : L'Évangile selon Aîmé : la jeune mariée
- 2008 : État de manque : Allison
- 2013 : Drumont, histoire d'un antisémite français : Isabelle Lazare
- 2024 : Monsieur Parizot de Nicolas Copin : Faustine Saint-Ulrich

#### Séries télévisées
- 1992 :  Sentiments, épisode Les Merisiers : Chloé
- 1999 : Maître Da Costa : Sabrina Langon
- 2000 : Docteur Sylvestre : Gaëlle
- 2000 : Les Cordier, juge et flic : Olivia
- 2001 : La Crim' : Justine Lebert
- 2002 : Le juge est une femme : une barmaid
- 2004-2006 : Julie Lescaut : Alice
- 2006 : David Nolande : Florence
- 2012 : Objectif Ligue 1 : Ivana
- 2012 : Sauveur Giordano (épisode 15) : une secrétaire
- 2013 : Y a pas d'âge : Arielle Dombasle jeune
- 2013 : VDM, la série : une fille
- 2013 : Scènes de ménages : une amie du couple Marion/Cédric
- 2013-2014 : Enfin te voilà! (émission d'improvisation sur Comédie+) : plusieurs rôles
- 2016 - 2020 : Profilage : Jessica « Jess » Kancel
- 2019 : Nina : Sonia
- 2021 : Face à face de July Hygreck et Julien Zidi : Aurélie Châtaignier
- 2022 : Camping Paradis : Alice
- 2022 : Les Rivières pourpres, S4E1E2 Kovenkore : Emma
- 2024 : Plus belle la vie, encore plus belle (série TV) : Jennifer Maseron / Ambre Castain

## Doublage

### Cinéma

#### Films
- Juno Temple dans :
  - Sin City : J'ai tué pour elle (2014) : Sally
  - Loin de la foule déchaînée (2015) : Fanny Robin
  - Strictly Criminal (2015) : Deborah Hussey
  - Venom: The Last Dance (2024) : Teddy Paine / Agony

- Madelaine Petsch dans :
  - Polaroid (2019) : Sarah
  - Imperceptible (en) (2020) : Ellen
  - Quand le destin s'en mêle (2022) : Clementine

- Cecily Strong dans :
  - Dernier été à Staten Island (en) (2014) : Mary Ellen
  - Ma mère et moi (2015) : Jillian

- Lauren Swickard dans :
  - Un Noël en Californie (2020) : Callie
  - Un Noël en Californie : Les lumières de la ville (2021) : Callie

- Alexxis Lemire (en) dans :
  - Si tu savais... (2020) : Aster Flores
  - Torn Hearts (en) (2022) : Leigh Blackhouse

- 2013 : Rush : Gemma (Natalie Dormer)
- 2014 : Le Prodige : Donna (Evelyne Brochu)
- 2015 : Témoin à louer : Alison Palmer (Olivia Thirlby)
- 2015 : Le Nouveau Stagiaire : la Réceptionniste (Paulina Singer) et Kiko (Claire Saunders)
- 2015 : Superfast 8 : Jordana (Lili Mirojnick)
- 2016 : Les Cerveaux : Jandice (Kate McKinnon)
- 2016 : Dirty Papy : Meredith Goldstein (Julianne Hough)
- 2016 : SOS Fantômes : Rental Agent (Katie Dippold)
- 2016 : In Dubious Battle : Vera (Analeigh Tipton)
- 2017 : Love Beats Rhymes' : Coco (Azealia Banks)
- 2018 : Death Wish :  Jordan Kersey (Camila Morrone)
- 2018 : Eruption : LA : Kat Rivers (Lexi Johnson)
- 2019 : After : Chapitre 1 : Steph Jones (Khadijha Red Thunder)
- 2019 : Dora et la Cité perdue : voix additionnelles
- 2019 : Once Upon a Time... in Hollywood : Sharon Tate (Margot Robbie)
- 2019 : The Wrong Missy : Jess (Jackie Titone Sandler)
- 2019 : Un mariage rock'n roll : Sammy (Erica Deutschman)
- 2019 : Jeune femme cherche millionnaire : Pola (Justyna Steczkowska)
- 2020 : Boss Level : Guan-Yin (Selina Lo)
- 2020 : Holidate : Annie (Mikaela Hoover)
- 2020 : Palmer : Lucille (Wynn Everett)
- 2021 : Free Guy : la bombasse (Camille Kostek)
- 2022 : L'École du bien et du mal : Millicent (Rosie Graham)
- 2022 : Dog : Callan (Aqueela Zoll)
- 2023 : La Petite Sirène : ? (?)
- 2024 : Jeu intérieur : Brooke (Reina Hardesty)
- 2025 : Superman : Cat Grant (Mikaela Hoover)

#### Films d’animation
- 2017 : Lego Batman, le film : l'inspecteur O'Hara
- 2017 : L'Étoile de Noël : Leah le cheval
- 2018 :  Hôtel Transylvanie 3 : Mavis
- 2020 : Les Trolls 2 : Tournée mondiale : Delta Bella
- 2022 : Hôtel Transylvanie : Changements monstres : Mavis
- 2022 : Scrooge : Un (mé)chant de Noël : Isabel Fezziwig[13]
- 2022 : Le Chat potté 2 : La Dernière Quête : Kitty Pattes de velours[14]

### Télévision

#### Téléfilms
- Kalen Bull dans :
  - Ma fille, sous l'emprise de son petit ami (2019) : Jen
  - Ton petit ami doit mourir (2021) : Sadie

- 2014 : Noël à Manhattan : Kyla (LeToya Luckett)
- 2014 : Happy Christmas : Kelly (Melanie Lynskey)
- 2014 : Isa : Nataly Gomez (Sabi)
- 2015 : Une jeune mère en détresse : Jan (Chelsea O'Toole)
- 2016 : Ma patronne, mon ennemie : Charlotte (Amanda Musso)
- 2016 : Les Secrets de mon mari : Ashley Brown (Laci J. Mailey)
- 2017 : Une femme sous surveillance : Alyssa Haroldson (Molly McCook (en))
- 2017 : Un délicieux Noël : Michelle (Jill Morrison)
- 2017 : Qu'est-il arrivé à ma fille ? : Josey (Samm Wiechec)
- 2018 : Cher journal, aujourd'hui je vais être tuée : Marisa (Tetona Jackson)
- 2019 : La Soeur disparue : Jill (Rachele Brooke Smith)
- 2019 : Sur les traces de mon passé : Allie (Stephanie Charles (en))
- 2019 : Une animatrice en danger : Claire Ashton (Erica Deutschman)
- 2023 : Wedding Season : Laurel (Francesca Bianchi)

#### Séries télévisées
- Kelly McCreary dans (5 séries) :
  - Castle (2014) : Kelly Jane (saison 6, épisode 13)
  - Scandal (2013-2014) : Clare Tucker (saison 3, épisodes 9 et 16)
  - Dr Emily Owens (2012-2013) : Tyra Dupre (13 épisodes)
  - Grey's Anatomy (depuis 2014) : Dr Maggie Pierce (180 épisodes - en cours)
  - Grey's Anatomy : Station 19 (2018-2020) : Dr Maggie Pierce (saison 2, épisodes 2 et 15 puis saison 3, épisode 12)

- Reina Hardesty dans (4 séries) :
  - Greenhouse Academy (2017-2018) : Aspen Fairchild (14 épisodes)
  - Flash (2018-2019) : Joslyn « Joss » Mardon / Weather Witch (saison 5)
  - Legends of Tomorrow (2020) : Joslyn « Joss » Mardon / Weather Witch (saison 5, épisode 1)
  - Butterfly (en) (2025) : Rebecca

- Krysta Rodriguez dans : 
  - Smash (2013) : Ana Vargas (15 épisodes)
  - Les Mystères de Laura (2015) : April Watkins (saison 2, épisode 2)
  - Trial and Error (2017) : Summer Henderson (13 épisodes)

- Molly McCook (en) dans :
  - The Ranch (2016-2018) : Darlene (5 épisodes)
  - Good Trouble (2019) : Rebecca (6 épisodes)

- Ming-Na dans : 
  - The Mandalorian (2019-2020) : Fennec Shand (4 épisodes)
  - Le Livre de Boba Fett (2021-2022) : Fennec Shand (7 épisodes)

- Juno Temple dans :
  - The Offer (2022) : Bettye McCartt (mini-série)
  - Fargo (2023-2024) : Dorothy « Dot » Lyon / Nadine Tillman (saison 5)

- 2010-2013 : Les Experts : Erin Nagano (Melissa Tang), Eva Byron (Sasha Jackson), Darcy Blaine (Bethany Joy Lenz)
- 2013 : Atlantis : Atalanta (Nora-Jane Noone)
- 2013-2014 : Beauty and the Beast : Beth Bowman (Annie Ilonzeh)
- 2014 : Star-Crossed : Taylor Beecham (Natalie Hall)
- 2014 : Rake : Angela (Iva Hasperger)
- 2014 : Reckless : La Loi de Charleston : Ingrid Curtwell (Katie Henry)
- 2015 : iZombie : Houdina (Fiona Gubelmann)
- 2015 : Togetherness : Pam (Hope Banks)
- 2015 : Between : Melissa (Brooke Palsson)
- 2015 : Forever : Jennifer Schroeder (Emily Kinney)
- 2016 : The Five : Britnay Shearer (Sophia La Porta)
- 2017-2023 : Riverdale : Cheryl Blossom (Madelaine Petsch) (131 épisodes)
- 2018 : Famous in Love : Billy (Claudia Lee)
- 2018 : MacGyver : Desiree Nguyen (saisons 4 et 5 - récurrente saison 3)
- 2018-2021 : DC Titans : Dawn Granger / Dove (Minka Kelly)[15] (19 épisodes)
- 2019 : Trinkets : Sabine (Katrina Cunningham)
- 2019-2022 : Pennyworth : Bet Sykes (Paloma Faith)
- 2020 : Filthy Rich : Rachel (Aqueela Zoll)
- 2021 : Them : Carol Lynn Denton (Kim Shaw)
- depuis 2021 : Girls5eva : Summer (Busy Philipps)
- 2022 : Les Derniers Jours de Ptolemy Grey : ? (?) (mini-série)
- 2022 : Vers les étoiles : Irene jeune (Lily Cardone) (4 épisodes)
- 2022 : L'Impératrice : la comtesse Leontine von Apafi (Almila Bagriacik)
- 2022 : Miss Marvel : l'agent Sadie Deever (Alysia Reiner) (mini-série)
- 2022 : Pistol : Helen Wellington-Lloyd dite « Helen of Troy » (Francesca Mills) (mini-série)
- 2022 : Alma : Lucia (Ximena Vera)
- 2022 : Wedding Season (en) : Leila (Callie Cooke)
- 2022 : Angelyne : Angelyne (Emmy Rossum) (mini-série)
- 2023 : Swarm : Eva (Billie Eilish)
- 2023 : The Changeling (en) : Michelle (Rasheda Crockett)
- 2023 : Dévoré par les flammes : Silvia (Aina Clotet) (mini-série)
- 2023 : Gen V : ? (?)
- 2024 : Supersex : Tina (Linda Caridi)
- 2024 : Dead Boy Detectives : Niko Sasaki (Yuyu Kitamura)
- 2024 : Invisible (es) : Ana (Marian Álvarez) (mini-série)

#### Séries d'animation
- 2009-2012 : Les Podcats : Bella
- 2010 : Les Aventures de Mirette : Mirette
- 2011 : Scary Larry : Victoria
- 2009 : Ludo : voix off
- 2013 : Zouzous : voix off (remplacement)
- 2013 : Monstre et Robot : Casse-cou, la mobylette
- 2014 : Le Donjon de Naheulbeuk : la Magicienne / l'Elfe
- 2015 : Zip Zip : Victoria
- 2016-2019 : La Garde du Roi lion : Anga
- 2017 : Sunny Day : Rox
- 2017 : Raiponce, la série : Pizzazo (1 épisode)[Lequel ?]
- 2018-2020 : Our Cartoon President : Ivanka Trump, Alexandria Ocasio-Cortez et Kimberly Guilfoyle
- 2020-2021 : Ollie et le Monstrosac : Cléo
- 2021-2024 : Star Wars: The Bad Batch : Fennec Shand

### Jeux vidéo
- 2010 : Heavy Rain : Britney Sanders (modèle)
- 2015 : Assassin's Creed Syndicate : voix additionnelles
- 2016 : Final Fantasy XV : voix additionnelles
- 2020 : Assassin's Creed Valhalla : ?
- 2024 : Star Wars Outlaws : ?

## Discographie

### Singles
- 2010 : C'est bientôt la fin, extrait de Mozart, l'opéra rock
- 2012 : Ma vie est belle
- 2012 : J'suis pas comme ça
- 2016 : Si les heures s'enfuient

## Distinctions

### Récompenses
- NRJ Music Awards 2010 : Troupe francophone de l'année pour Mozart, l'opéra rock
- Festival du court-métrage de Pontault-Combault 2016 : prix d'interprétation pour Le Tourbillon de Noémie Lefort